# Luis Aguirre Colón
Luis Aguirre Colón (n. Madrid; 19??) es un músico español.

## Trayectoria
Realiza estudios de Economía en la Universidad Autónoma de Madrid, y Piano, Composición y Dirección de Orquesta en el Real Conservatorio Superior de Música de Madrid.
Amplía estudios en el Guildhall School of Music and Drama de Londres, Hochschule für Musik und Darstellende Kunst “Mozarteum” de Salzburgo y en la Universidad de Indiana (USA).
Regresa a España, y después de trabajar con orquestas de jóvenes, como JJMM, “Gaudeamus” de la Universidad Complutense y más recientemente con la JONDE, accede en 1985 y por concurso, a la plaza de Director Asistente de la Orquesta Nacional de España, desempeñando dicho cargo y colaborando con el entonces Director Titular Jesús López Cobos, durante 1986 y 1987.
Desde entonces ha actuado en diferentes países de Europa, América y África y ha realizado grabaciones para RNE, TV5, RTVE y para el sello Fundación Autor. Su contribución a la música contemporánea viene avalada por numerosos estrenos y encargos. Bajo su dirección han tenido lugar en España primeras audiciones de obras de Schnittke y Lutoslawsky, así como estrenos absolutos de otros muchos compositores. Con el fin de impulsar la difusión y creación contemporáneas fundó recientemente el grupo de cámara “Sonor Ensemble” del que es Director Titular y artístico y con el que ya ha realizado varios conciertos incluyendo obras expresamente encargadas a compositores como Zulema de la Cruz, Federico Jusid , Angel Oliver o Delfín Colomé.
Además de la Orquesta Nacional de España, ha dirigido entre otras a la Orquesta Sinfónica de RTVE, Sinfónica de Madrid, New Orchestra of Boston, Bournemouth Symphony Orchestra, Solistas del Metropolitan de Nueva York, Sinfónica de Santa Fe (Argentina), Filarmónica de Jalisco (México), Sinfónica Nacional Portuguesa, Sinfónicas de Sevilla, Granada, Córdoba, Euskadi, Bilbao, Principado de Asturias, Castilla y León, Comunidad de Madrid, Filarmónica de Gran Canaria, Sinfónica del Vallés, Banda Sinfónica Municipal de Madrid y diversas formaciones de Cámara como la Orquesta de Cámara Española, Orquesta Reina Sofía, Andrés Segovia, Grupo de Viento de la RTVE, Sartory Cámara, etc.
Durante las temporadas 1995/96 y 1996/97 asumió la dirección titular y artística de la Orquesta Pablo Sarasate de Pamplona, continuando en la temporada siguiente su relación con esta orquesta como primer Director Invitado. Vinculado también a la Orquesta de Cámara “Concerto”, actuó al frente de esta formación en España y Alemania.
Entre sus actividades se cuentan además numerosos artículos musicales, conferencias y conciertos didácticos con muy diversas orquestas.
Ha formado parte del Comité de Expertos Independientes de la Comisión Europea de Cultura y colabora como Coordinador y Asesor Artístico del Ministerio de Cultura de España en la selección de músicos españoles para la Joven Orquesta de la Unión Europea (EUYO) y Gustav Mahler Jugend Orchester.